# Bloco do Barão
O Bloco do Barão foi um bloco carnavalesco de Salvador (Bahia), fundado em 1963 por associados do Clube Bahiano de Tênis, liderado - entre outros - pelo Barão de Mococof, sendo até o início dos anos 80 [carece de fontes?] do Carnaval da Bahia.